# Верх-Тулинский сельсовет
Верх-Тулинский сельсовет — сельское поселение в Новосибирском районе Новосибирской области Российской Федерации.
Административный центр — село Верх-Тула.

## История
Статус и границы сельского поселения установлены Законом Новосибирской области от 2 июня 2004 года № 200-ОЗ «О статусе и границах муниципальных образований Новосибирской области»

## Население
| 2002    | 2010    | 2012    | 2013    | 2014    | 2015    | 2016    |
| ------- | ------- | ------- | ------- | ------- | ------- | ------- |
| 8714    | ↗9392   | ↗9890   | ↗10 166 | ↗10 254 | ↗10 370 | ↘10 352 |
| 2017    | 2018    | 2019    | 2020    | 2021    |         |         |
| ↗10 514 | ↗10 785 | ↗11 175 | ↗11 727 | ↗12 002 |         |         |

## Состав сельского поселения
| № | Населённый пункт | Тип населённого пункта       | Население |
| - | ---------------- | ---------------------------- | --------- |
| 1 | 8 Марта          | посёлок                      | ↘334      |
| 2 | Верх-Тула        | село, административный центр | ↗8324     |
| 3 | Красный Восток   | посёлок                      | ↗175      |
| 4 | Крупской         | посёлок                      | ↗586      |
| 5 | Тулинский        | посёлок                      | ↗2277     |

### Упразднённые населённые пункты
Посёлок радиостанции № 5 — упразднён в 1989 году.